# Stick Season
Stick Season è il terzo album in studio del cantante statunitense Noah Kahan, pubblicato il 14 ottobre 2022 dalla Mercury e Republic.

## Tracce
Testi e musiche di Noah Kahan eccetto dove indicato.
1. Northern Attitude – 4:27 (Noah Kahan, Gabe Simon)
2. Stick Season – 3:02
3. All My Love – 4:11
4. She Calls Me Back – 4:03
5. Come Over – 3:17
6. New Perspective – 4:16
7. Everywhere, Everything – 4:17
8. Orange Juice – 4:57
9. Strawberry Wine – 4:45
10. Growing Sideways – 4:15
11. Halloween – 3:55 (Noah Kahan, Gabe Simon)
12. Homesick – 3:14
13. Still – 3:07 (Noah Kahan, Iain Archer)
14. The View Between Villages – 3:35 (Noah Kahan, Todd Clark)

Durata totale: 55:21

### Stick Season (We'll All Be Here Forever)
1. Your Needs, My Needs – 3:27 (Noah Kahan, Gabe Simon)
2. Dial Drunk – 3:33 (Noah Kahan, Noah Levine)
3. Paul Revere – 3:33
4. No Complaints – 3:25 (Noah Kahan, Gabe Simon, Noah Levine, Carrie Karpinen)
5. Call Your Mom – 4:38 (Noah Kahan, Todd Clark)
6. You're Gonna Go Far – 4:46
7. The View Between Villages (extended) – 4:52 (Noah Kahan, Todd Clark)

Durata totale: 28:14

### Stick Season (Forever)
1. Forever – 4:00
2. Dial Drunk (feat. Post Malone) – 3:34 (Noah Kahan, Austin Post, Noah Levine)
3. Call Your Mom (feat. Lizzy McAlpine) – 4:39 (Noah Kahan, Todd Clark)
4. She Calls Me Back (feat. Kacey Musgraves) – 4:04
5. Northern Attitude (feat. Hozier) – 4:27 (Noah Kahan, Gabe Simon)
6. Everywhere, Everything (feat. Gracie Abrams) – 4:18 (Noah Kahan, Gabe Simon)
7. Homesick (feat. Sam Fender) – 3:14 (Noah Kahan, Sam Fender)
8. You're Gonna Go Far (feat. Brandi Carlile) – 4:46
9. Paul Revere (feat. Gregory Alan Isakov) – 3:33

Durata totale: 36:35

## Classifiche
| Classifica (2022-2024) | Posizione massima |
| ---------------------- | ----------------- |
| Australia              | 6                 |
| Austria                | 57                |
| Belgio (Fiandre)       | 43                |
| Canada                 | 1                 |
| Germania               | 95                |
| Irlanda                | 1                 |
| Norvegia               | 21                |
| Nuova Zelanda          | 6                 |
| Paesi Bassi            | 2                 |
| Regno Unito            | 2                 |
| Stati Uniti            | 3                 |